# Luis Cebrián
Luis Cebrián Carbonell (Madrid, 1960) es un militar español, actual director general de Infraestructura del Ministerio de Defensa. Entre 2019 y 2020 fue comandante general de Ceuta. Ostenta el rango de teniente general.
Desde 2012 reemplazó a su colega legionario Demetrio Muñoz en la comandancia de las fuerzas españolas en la guerra de Afganistán, estuvo a cargo de la Brigada de Infantería Ligera Paracaidista (BRIPAC) y comandante del Equipo de Reconstrucción Provincial, en Badghis, noroeste de Afganistán además de la división ASPFOR XXXI. Traspasó el mando de la BRIPAC al coronel Fernando González García-Valerio. Fue el jefe contingente español desplegado en Afganistán.
De 2014 a 2017 ha mandado la Brigada de Infantería Ligera Aerotransportable (BRILAT), con sede en Pontevedra.
En 2017 fue promovido al empleo de general de división y nombrado jefe de la Dirección de Acuartelamiento y comandante militar de Madrid.
En 2019 fue nombrado comandante general de Ceuta. Al año siguiente, el 19 de febrero de 2020, fue nombrado director general de Infraestructura. El 11 de marzo del mismo asño fue promovido al empleo de Teniente General que ostenta en la actualidad.

## Biografía
misiones internacionales - Bosnia y Herzegovina (1993), Líbano (2007) y Afganistán (2010)-, el coronel Cebrián recibió el junio de 2012 el mando de las fuerzas españolas en la región de Qala-i-Now.
En Afganistán lideró la Operación Estaca y la Operación Ontur ambas con el objetivo de limpiar la ruta Lithium de los insurgentes para que los afganos puedan transitar tranquilos dicha ruta y región de la provincia de Badghis.
El 4 de noviembre de 2012 Cebrián entregó a las Fuerzas Afganas el control de las posesiones españolas en Afganistán mientras que las tropas españolas se mantendrán hasta el retiro total en 2014, se procedió a la firma de la Cédula de Transferencia por el coronel Luis Cebrián Carbonell, jefe de ASPFOR XXXI en representación de las fuerzas españolas, y por el general Dawood Wafadar y el coronel Mohamed Jabbar en nombre del gobierno afgano.
El acto oficial de la transferencia tuvo lugar durante una sencilla ceremonia militar en la cual formaron tres secciones, una perteneciente al ejército español, otra del ejército afgano y otra de la policía nacional afgana. En el discurso pronunciado por el general Dawood se dirigió al equipo de mentores españoles para darles las gracias por su gran trabajo por mejorar la profesionalidad del personal e impulsar las operaciones realizadas por las unidades de la tercera Brigada.
El coronel Luis Cebrián Carbonell, segundo jefe de la BRIPAC, traspasó el 10 de noviembre de 2012 el mando del contingente español de manos de la Brigada Paracaidista (Bripac) a la Brigada de Infantería Ligera Aerotransportable Galicia VII, (Brilat) al coronel Fernando González-Valerio que está al frente de la Brilat.
En 2017 fue promovido al empleo de General de División y nombrado Jefe de la Dirección de Acuartelamiento y Comandante Militar de Madrid.
Entre 4 de junio de 2019 y 19 de febrero de 2020 fue comandante general de Ceuta.